# Verrechnung
Unter Verrechnung ist der Ausgleich oder die Saldierung gegenseitiger Forderungen und Verbindlichkeiten oder gegenseitiger Kosten oder Erträge zu verstehen.

## Allgemeines
Verrechnung ist ein diffuser Begriff, der stets dann benutzt wird, wenn es um die Abrechnung, Anrechnung, Aufrechnung oder den Ausgleich von mindestens zwei gegensätzlichen oder korrespondierenden ökonomischen Größen geht. Wer die Verrechnung (Aufrechnung, Kompensation) erklärt, übt ein aufhebendes Gestaltungsrecht aus, das die Forderungen der Vertragsparteien bis zum Betrag der kleineren Forderung erlöschen lässt. Legt man der Verrechnung das Aufrechnungsrecht zugrunde, ist die Verrechnung eine einseitige empfangsbedürftige Willenserklärung; der Wille einer der Parteien genügt. Eine Verrechnung hat zur Folge, dass bei gegenseitigen Verbindlichkeiten nicht jeder seine eigene Verbindlichkeit zahlen muss, sondern nur ein Vertragspartner, sodass Doppelzahlungen vermieden werden.
Von der Aufrechnung unterscheidet sich die Verrechnung dadurch, dass bei der Aufrechnung nur Forderungen in Betracht kommen, während bei der Verrechnung auch andere Leistungen zugrunde gelegt werden können.

## Verrechnungsarten
Verrechnungen gibt es in den verschiedensten Fachgebieten:
- Im bargeldlosen Zahlungsverkehr muss der Verrechnungsscheck gemäß Art. 39 Abs. 1 SchG den quer über die Vorderseite gesetzten Vermerk „nur zur Verrechnung“ tragen, wodurch er ausschließlich einem Girokonto gutgeschrieben werden kann, auf welchem er mit dem vorhandenen Saldo verrechnet wird.
- Cash-Pooling ist im Konzern der Liquiditätsausgleich durch ein meist von der Muttergesellschaft (oder Holding) geführtes Cash Management, das den Konzernunternehmen überschüssige Liquidität entzieht oder Liquiditätsunterdeckungen durch Kredite ausgleicht.
- Die innerbetriebliche Leistungsverrechnung als Art der sekundären Kostenverrechnung hat den Zweck, die Kostenarten derjenigen Kostenstelle zu belasten, die diese Kosten auch verursacht hat.
- Das Kontokorrent gemäß § 355 HGB ist eine typische Verrechnungslage. Durch diese Verrechnung von gegenseitigen Forderungen und Verbindlichkeiten ergibt sich ein Saldo, der nur von einem Geschäftspartner zu erfüllen ist. Wichtigstes Anwendungsgebiet ist das Girokonto.
- Konzernrecht: Konzernverrechnungsklauseln sollen einen Konzern vor der Insolvenz eines außerhalb des Konzerns stehenden Vertragspartners schützen.[4] Ein Konzernmitglied vereinbart daher in seinen Zahlungsbedingungen, dass Forderungen des Vertragspartners mit Forderungen irgendeines Konzernmitglieds aufgerechnet werden dürfen. Die Konzernverrechnungsklausel ist ein Mittel, dessen sich Großunternehmen mit starker Verhandlungsmacht bedienen, „um Ansprüche gegen zahlungsschwache Schuldner durch Verrechnung mit einer Forderung des Schuldners gegen ein anderes Konzernunternehmen durchzusetzen“.[5]
- Mietrecht: Der Bundesgerichtshof (BGH) hat im März 2018 ausführlich zur Verrechnung von Mietzahlungen (auch von Vorauszahlungen auf die Betriebskosten) Stellung genommen.[6] Danach ist die Vorschrift des § 366 Abs. 2 BGB analog zur Festlegung heranzuziehen, auf welchen Bestandteil der jeweiligen Bruttomiete (Nettomiete oder geschuldete Nebenkostenvorauszahlung) die Zahlungen oder Gutschriften zu verrechnen sind. Dabei ist das Kriterium der „geringeren Sicherheit“ maßgebend. Dies führt dazu, dass für die Tilgung der jeweiligen Bruttomiete unzureichende Zahlungen oder Gutschriften zunächst auf die die darin enthaltene Forderung auf Erbringung von Nebenkostenvorauszahlungen anzurechnen sind, weil diese nach Eintritt der Abrechnungsreife oder erfolgter Abrechnung grundsätzlich nicht mehr geltend gemacht werden kann und daher weniger sicher ist als die Nettomietforderung.
- Skontration sind im Rechnungswesen alle Verfahren zur ständigen Ermittlung eines neuen Bestandes durch Aufrechnung der Zu- und Abgänge.
- Sozialrecht: Der für eine Geldleistung zuständige Leistungsträger kann gemäß § 52 SGB I mit Ermächtigung eines anderen Leistungsträgers dessen Ansprüche gegen den Berechtigten mit der ihm obliegenden Geldleistung verrechnen, soweit nach § 51 SGB I die Aufrechnung zulässig ist. Ein Rentenversicherungsträger kann also die von ihm zu erbringenden Geldleistungen mit Geldansprüchen der Krankenkasse, Agentur für Arbeit, Berufsgenossenschaft oder eines anderen Rentenversicherungsträgers gegen den Berechtigten verrechnen.
- Der Verrechnungspreis dient in der Kosten- und Leistungsrechnung dazu, zwischen verschiedenen Organisationseinheiten eines Unternehmens oder zwischen verschiedenen Gesellschaften eines Konzerns innerbetrieblich ausgetauschte Güter und Dienstleistungen (z. B. Forderungen, Warenlieferungen, Lizenzen) zu verrechnen.
- Das Verrechnungsverbot betrifft in der Rechnungslegung das in § 246 Abs. 2 HGB ausgesprochene Verbot, dass Bilanzpositionen der Aktivseite einer Bilanz nicht mit Posten der Passivseite, Aufwendungen nicht mit Erträgen, Grundstücksrechte nicht mit Grundstückslasten verrechnet werden dürfen. Dadurch wird bei der Bilanzierung das Bruttoprinzip verwirklicht.

Alle diese Vorgänge betreffen ökonomische Größen wie Forderungen/Verbindlichkeiten, Kosten/Erträge oder Guthaben, bei denen mindestens zwei Wirtschaftssubjekte beteiligt sind und einen Ausgleich herbeiführen wollen.

## International
Verrechnung ist in der Schweiz der Rechtsbegriff für die Aufrechnung (Art. 120 OR). Schulden sich danach „zwei Personen einander Geldsummen oder andere Leistungen, die ihrem Gegenstande nach gleichartig sind, so kann jede ihre Schuld, insofern beide Forderungen fällig sind, mit ihrer Forderung verrechnen“. Im Konkurs können die Gläubiger gemäß Art. 123 OR ihre Forderungen mit denen des Gemeinschuldners verrechnen. Im schweizerischen Konkurs ist eine Verrechnung grundsätzlich zulässig (Art. 123 Abs. 1 in Verbindung mit Art. 213 Abs. 1 SchKG). Teils wird die Verrechnung gegenüber der Rechtslage außerhalb des Konkurses sogar erleichtert (Art. 208 Abs. 1, 211 Abs. 1 SchKG), teils wird sie jedoch erschwert bzw. untersagt (Art. 213 Abs. 2–4, 214 SchKG).
Dem internationalen Tauschhandel (englisch barter) liegt ein Verrechnungsverfahren zugrunde, das „als System der gewollten Verrechnung mit einer Vielzahl von Partnern unter Verzicht auf den sofortigen Ausgleich von Leistungen durch Zahlungen des Geschäftspartners“ zu qualifizieren ist. Beim Barter-Geschäft werden mithin Barzahlungen vermieden, weil Geldmangel oder Devisenmangel besteht. Das gilt auch für die gegenseitige Verrechnung von Waren oder Dienstleistungen bei Kompensationsgeschäften. Verrechnungsverfahren werden auch international beim Clearing und Netting eingesetzt.